# Tourisme dans le Cantal
 (juin 2018).
Le tourisme est l'une des principales ressources du département du Cantal puisqu'il représente 15 % de son PIB. Le département se compose de plusieurs régions touristiques dont le Massif cantalien, le pays de Salers, le pays de Saint-Flour, le pays d'Aurillac et la châtaigneraie cantalienne.
Les deux principaux pôles touristiques du Cantal sont le Puy Mary (classé Grand Site National de France) et la station du Lioran (la plus importante station du Massif Central).

## Histoire du tourisme dans le Cantal

### Naissance du tourisme

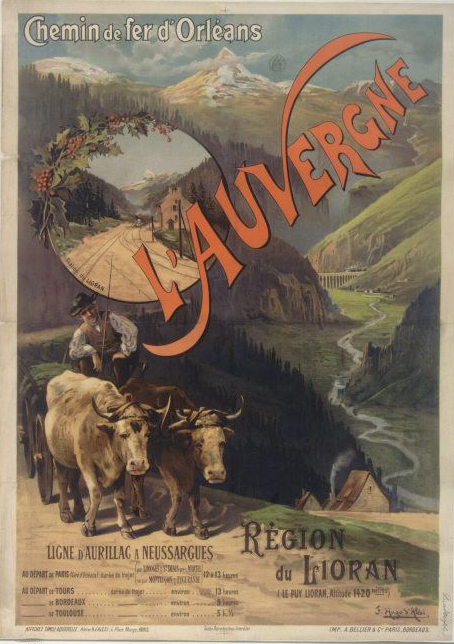
Affiche de promotion pour le tourisme en Auvergne

Le tourisme naquit dans le Cantal avec l'arrivée du chemin de fer en 1868 sous l'impulsion de la compagnie d'Orléans. De riches bourgeois, des intellectuels, des poètes, des botanistes et des géologues descendent des trains. À l'époque, seulement deux lieux voient arriver ces touristes : le Lioran et Vic-sur-Cère. Le premier site, sauvage et minéral, situé en montagne est prisé des amateurs de géologie (science « à la mode ») pour son passé volcanique et ses importants gisements d'ankérite et de sanidine, des botanistes pour son grand intérêt floristique, des poètes inspirés par la beauté des lieux, des curieux venus pour le Tunnel du Lioran et des malades pour son air pur. Le second site, cité thermale, est davantage prisés des malades dont plusieurs têtes couronnées comme la reine malgache Ranavalona III et la reine de Serbie Nathalie.

### Le thermalisme
Le thermalisme cantalien est l’héritier de la romanisation. Deux villes sont issues de cet héritage : Vic-sur-Cère avec ses eaux ferrugineuses et Chaudes-Aigues avec ses eaux chaudes (les plus chaudes d'Europe). Le phénomène de cure bénéficie de la médicalisation de la fin du xxe siècle. Les villes d’eaux offrent un panel d’activités alliant repos et découverte du milieu montagnard à l’élite occidentale comme la reine malgache Ranavalona III et la reine de Serbie Nathalie. Rapidement ces villes s’équipent d'hôtels et de casinos.
Au cours du XXe siècle, le thermalisme s'essouffle et Vic-sur-Cère perd son statut de ville thermale. Depuis Chaudes-Aigues est devenue la seule station thermale cantalienne.

### Les sports d'hiver

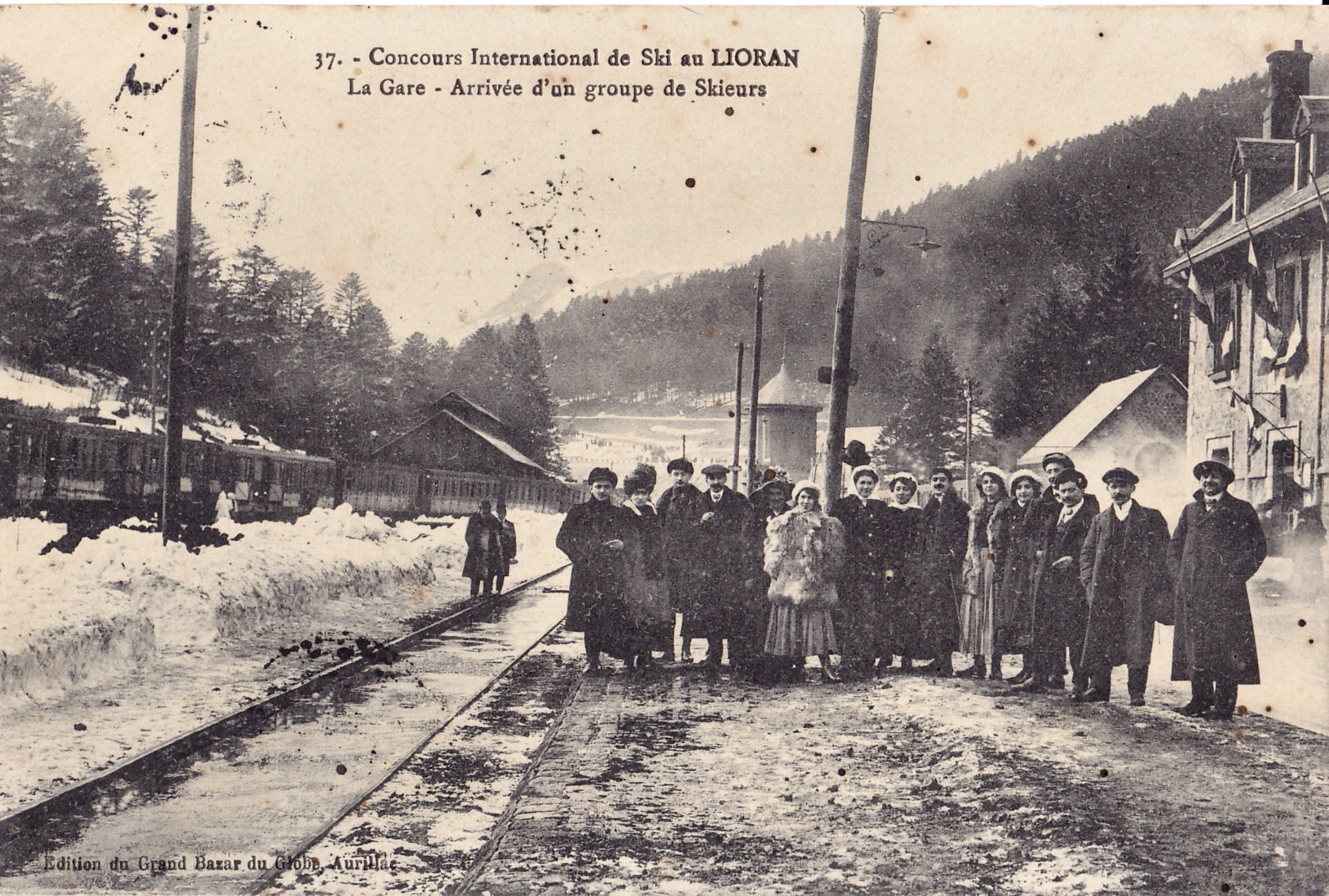
Arrivée de spectateurs lors d'une compétition internationale au Lioran

C'est en 1906 que les sports d'hiver font leur apparition au Lioran. Même si l'histoire rapporte que le ski fut introduit en Auvergne à Besse, c'est au Lioran que l'activité va prendre son envol. Les locaux vont fabriquer des skis et servir de moniteurs. L'activité continue à se développer avec la création du Ski Club du Lioran en 1908, aujourd'hui un des clubs de ski les importants de France. Plusieurs grandes compétitions sont organisées au Lioran à cette époque. La Seconde Guerre mondiale arrête momentanément l'aventure du Lioran.
En 1947, le premier téléski est créé sur le Puy Masseboeuf : le téléski Bouniol, à l'emplacement actuel du télésiège de Masseboeuf. En 1961, le conseil général prend la décision de relancer la station en la dotant des équipements nécessaires, sous la supervision de Georges Pompidou qui fait appel à des architectes urbanistes spécialistes de la montagne et à Émile Allais venant de réaliser la station de Courchevel. On décide de construire un téléphérique. L'architecte Jean-Marc Legrand supervise l'aménagement du centre station. La régie départementale est créée en 1965 sous la direction de Pierre Wolff. L'inauguration du téléphérique du Plomb du Cantal, le plus rapide d'Europe à l'époque, le 14 juillet 1967 par le Premier ministre cantalien Georges Pompidou, marque le véritable lancement de la station. Se suivent les nombreux aménagements et construction avec notamment la Tour Sumène en 1971, la patinoire en 1979 inauguré par Surya Bonaly, le premier télésiège en 1980 suivi en 1987 de l'installation de canons à neige. En 1993, le Conseil Général confie la gestion de la station à la société privée de Transmontagne, pour finalement la reprendre en 2007 avec la Société d'Économie Mixte Super-Lioran Développement. Depuis 2009, un processus de promotion du Lioran est mis en place avec notamment le parrainage de la championne olympique Carole Montillet.
Le Lioran est devenu, depuis sa création, la plus importante station du Massif central.
A signaler d'autres domaines comme la station de Prat de Bouc (ski de fond et alpin), Pailherols, le Col de Légal, Le Falgoux, Le Claux et La station de Saint-Urcize (ski de fond et alpin).

### Le tourisme Vert
Situé en grande partie dans le parc naturel régional des Volcans d'Auvergne, le Cantal est un département à très faible urbanisation. Son éternel enclavement lui a permis de conserver un riche patrimoine naturel et culturel. De nombreux classements environnementaux (parc naturel régional des Volcans d'Auvergne, la zone Natura 2000 des monts du Cantal, le Grand site national du Puy Mary…) et culturels (plus beaux villages de France, plus beaux détours de France, stations vertes et blanches, route historique des châteaux d'Auvergne, route des jardins du Massif Central, route des fromages d'Auvergne…) ont permis un tourisme Vert et responsable alliant environnement et tourisme. Grâce à ce tourisme, le Cantal est devenu le deuxième département touristique d'Auvergne et le Puy Mary avec ses 500 000 visiteurs par an, le site le plus visité d'Auvergne.

## Tourisme estival

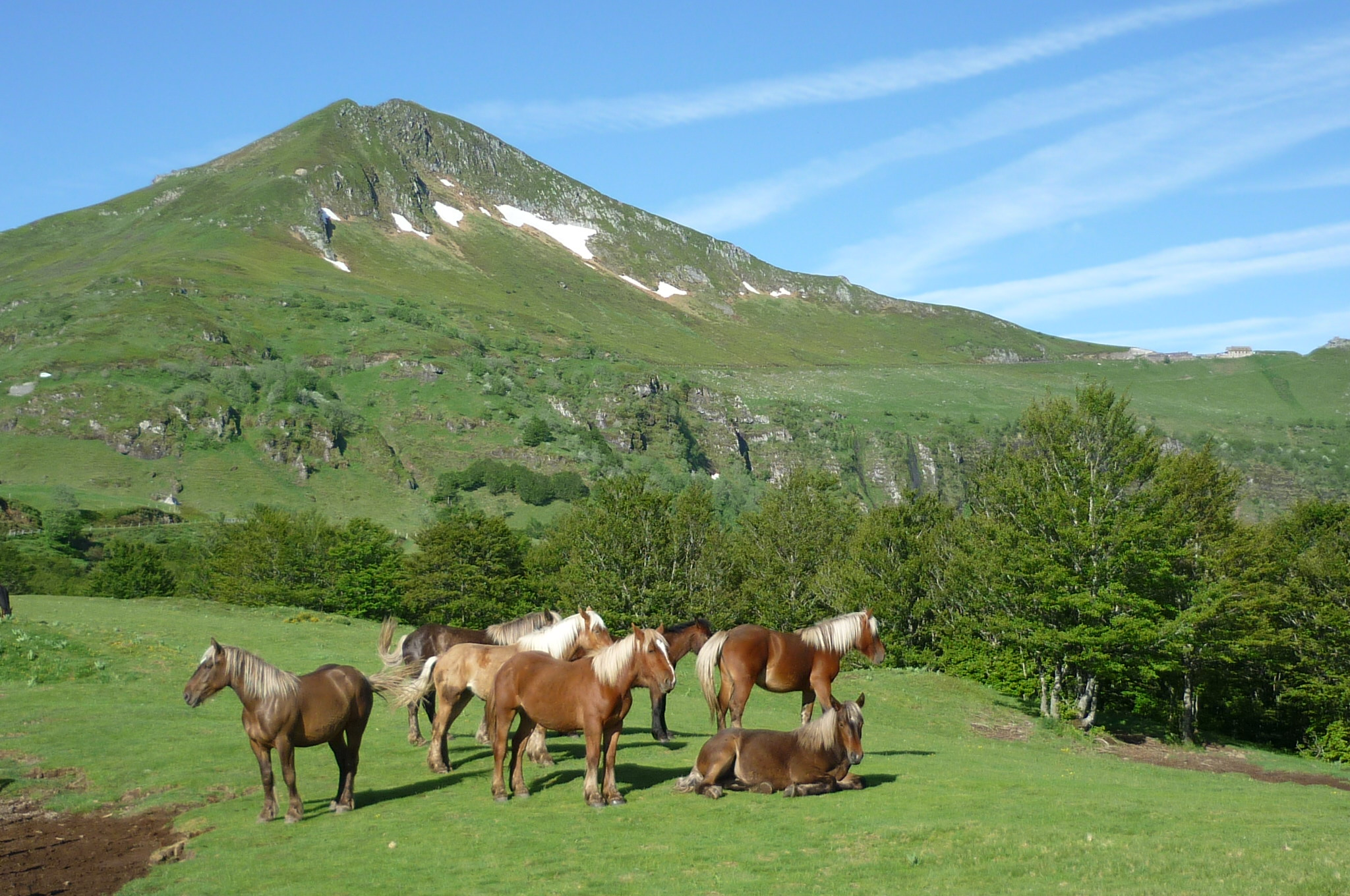
Le Puy Mary, classé Grand Site de France

Le Cantal propose des activités dites de pleine nature. Le principal pôle touristique est le massif cantalien, au centre du département, avec deux principaux sites : le Puy Mary (classé Grand Site National de France) et la station du Lioran.

### La randonnée
L'activité phare est la randonnée. 650 km de sentiers sont tracés en forêts, sur les crêtes ou dans les vallées glaciaires. Les plus beaux sites sont le Puy Mary et le Plomb du Cantal accessible grâce au téléphérique du Lioran, infrastructure la plus fréquentée d'Auvergne, ou de la station de sports d'hiver et d'été de Prat de Bouc (GR 400). Plusieurs sentiers de randonnée de grande randonnée traversent le Cantal : le GR4 qui relie Royan à Grasse ; le GR 400 (parcourant les Monts du Cantal) ; la Via Arvernha (Chemins de Saint-Jacques-de-Compostelle) ; le GR652 (qui relie Laroquebrou au Lot) ; la Via Celtica (Route antique non balisée) ; la traversée du Sancy au Cantal ; la Grande traversée du Parc des Volcans d'Auvergne (I et II) ; etc 
Pratiquée librement ou en accompagnement, la randonnée se décline sous plusieurs formes en dehors de la randonnée pédestre, comme la randonnée équestre, la randonnée en VTT ou même en compagnie ânes.

L'itinéraire de randonnée pour vélo tout terrain La Grande traversée du Massif central (GTMC) comporte plusieurs étapes permettant de passer à Chalinargues, Ruynes-en-Margeride, Neussargues, Saint-Flour, le Mont Mouchet, Coltines, Murat, le plateau de Chastel, a station de sports d'hiver de Lioran, et la station  de Prat de Bouc. Plusieurs possibilités de vélorail caractérise le département en complément du train touristique Gentiane express entre les gares de Riom-ès-Montagne et Lugarde - Marchastel. 

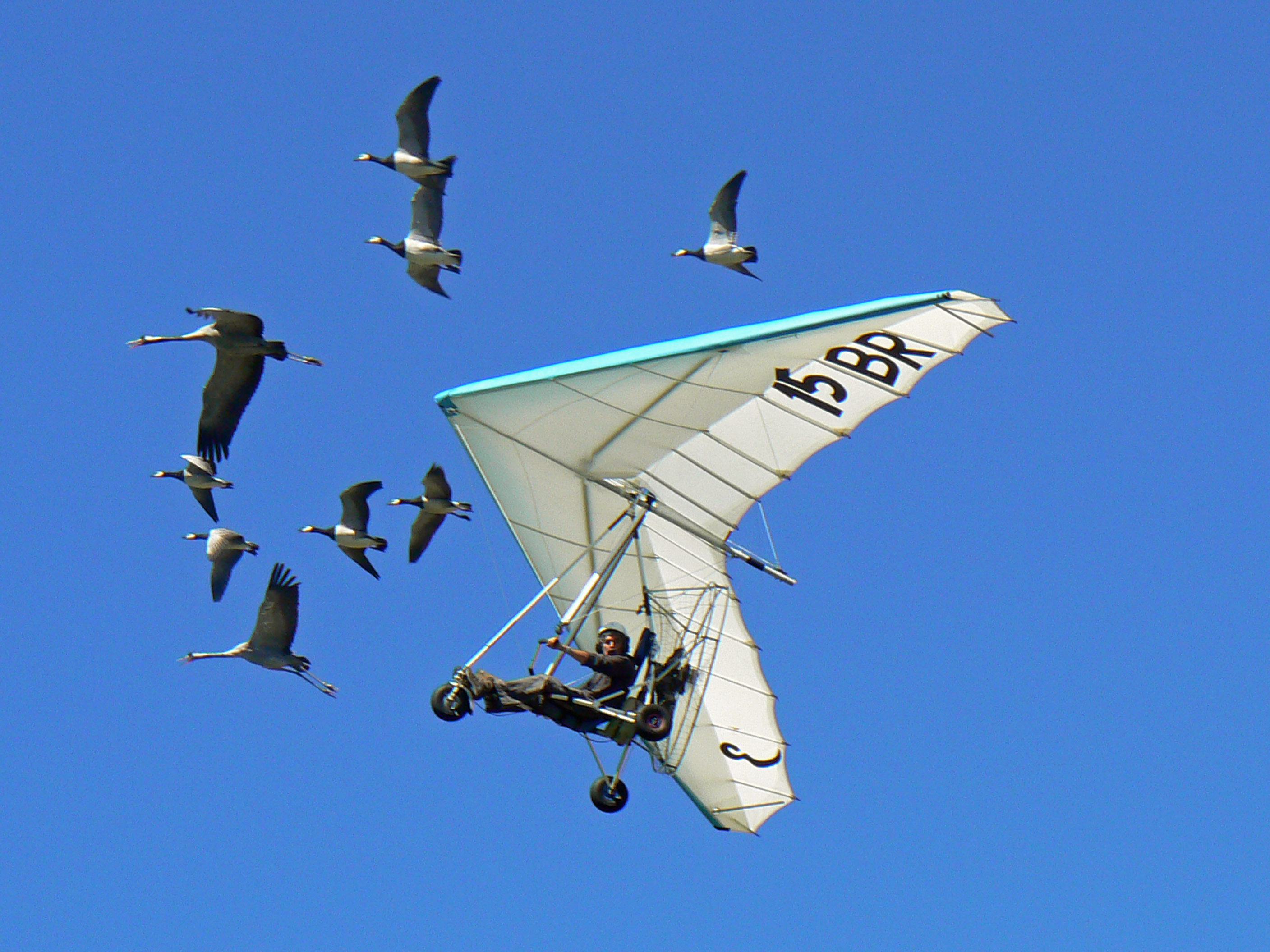
Vol en ULM avec des oies sauvages

Ces sports sont praticables librement ou en accompagnement grâce à plusieurs prestataires. Ils sont effectués sur des sites très prisés et connus. On peut noter le Puy Mary, le Plomb du Cantal, la vallée de Brezons, etc. La quasi-totalité des sports aériens sont proposés comme le parapente, le deltaplane, la montgolfière ou l'ULM. À noter une certaine particularité à propos de cette dernière activité, en effet le Cantal est le seul endroit au monde à proposer des vols en ULM en compagnie d'oies sauvages. Largement promu par les médias français et internationaux (comme la BBC), cette activité est proposée par Christian Moullec, un homme ayant réussi à servir de guide aux oies. Cette prestation lui permet de financer ses nombreux voyages en Sibérie, où il montre aux oies de nouveaux chemins de migration de façon à éviter les zones où elles sont chassées et menacées d'extinction.

### Les sports aquatiques
Terre d'eau, le Cantal propose de nombreux sports aquatiques. On note la présence de bases nautiques dans le sud-est et le sud-ouest du département comme à Garabit, Lanau, Vieillevie, à lac de Saint-Étienne-Cantalès, à Sarrans, à Mallet, etc., où l'on pratique la natation, la voile, le kayak, la motomarine, etc. À noter aussi, les piscines et autres centres aqualudiques à Saint-Flour ou à Aurillac.
On pratique également d'autres sports dans des milieux sauvages du massif cantalien comme bien sûr la pêche mais aussi le canyoning.

### La station du Lioran
La station de sports d'hiver et d'été du Lioran permet la pratique d'autres sports hormis la randonnée. Le Lioran est devenu un des principaux spots du Massif central pour l'activité du VTT de descente grâce à ses 100 km de pistes réparties en 16 pistes dont 6 bleues, 5 rouges et 5 noires, desservies par le téléphérique et le télésiège de Massebœuf. À cela s'ajoute un bike-park comprenant plusieurs infrastructures pour le saut ou autres, ainsi qu'un pumptrack, le tout premier de France.
D'autres activités sont possibles comme l'équitation, la luge d'été, le quad, le golf, le canyoning, les sports aériens, l'accro-branche, l'escalade, le trail, etc

### Le cyclotourisme
Grâce à ses routes de montagne et ses routes forestières, le Cantal permet d'exercer cette pratique. Moins mythiques que ceux des Alpes et des Pyrénées, les cols cantaliens sont néanmoins nombreux et techniques. Ils ont souvent fait parler d'eux sur les étapes du Tour de France et notamment en 2011 avec une étape dite « casse-molet » avec de nombreux cols, des abandons et de nombreuses chutes.
Le plus mythique est le col du Pas de Peyrol, le plus haut col routier du Massif Central à 1 589 mètres d'altitude. Les autres sont moins connus mais pas moins difficiles comme le col du Perthus, le  col de Prat-de-Bouc , le col de la Molède, le col de Serre, le col de Légal, le col de Cère, le col de la Chevade,le Pas deCompaing, etc.

## Tourisme hivernal

### Les stations de ski alpin

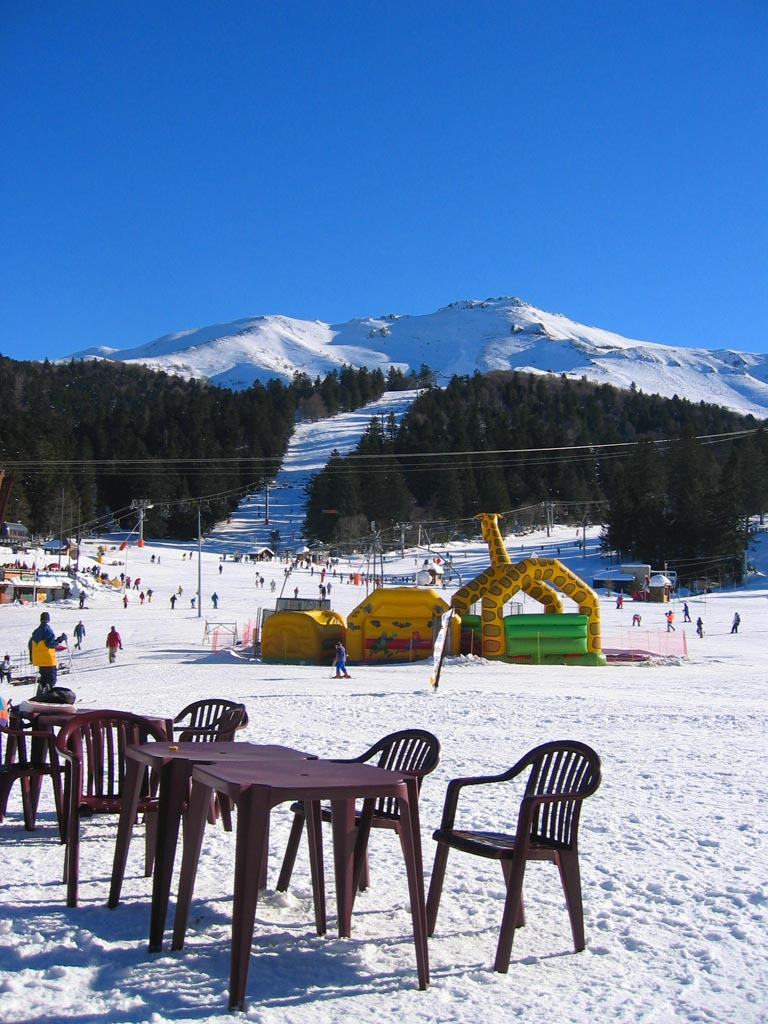
La station du Lioran

Grâce à son relief, le Cantal peut compter sur un enneigement important qui permet la pratique du ski. Le département compte trois  stations de ski alpin : le Lioran , Saint-Urcize et Prat de Bouc.
- La station du Lioran, au centre du département dans le massif cantalien, est la plus importante des stations du Massif central. Étendu sur 150 hectares de 1 152 à 1 855 mètres d'altitude, le domaine skiable compte 60 km de pistes de ski alpin répartie en quarante-cinq pistes (dix vertes, quinze bleues, quinze rouges et cinq noires). Elles sont desservies par dix-huit remontées mécaniques (un téléphérique, deux télésièges débrayables, six télésièges fixes, six téléskis, un télébaby et tapis roulants). Cette station familiale s'adresse aux débutants (un espace débutant de deux hectares avec deux tapis roulants, un forfait spécial…) comme aux plus expérimentés (deux zones freeride à Font d'Alagnon et à la Combe, un snowpark avec un fil neige, un boardercross, un stade de slalom permanent et un espace nouvelles glisses pour le speed riding et le snowkite). Le domaine est équipé de 222 canons à neige couvrant 70 % de la station. Hormis les sports de glisse alpines, d'autres activités sont praticables comme le ski de fond, le ski de randonnée, l'escalade glaciaire, l'alpinisme, la patinoire, les chiens de traîneaux, les structures gonflables, les raquettes, la moto-neige, le quad, la luge sur rail, la balnéothérapie, le biathlon, le speed riding, le snowkite, le ski joëring, etc.

- La station de Saint-Urcize est au sud du département, dans le massif de l'Aubrac. Cette petite station familiale s'étend de 1 229 à 1 365 mètres d'altitude avec six pistes de ski alpin (trois vertes, deux bleues et une rouge) desservies par trois téléskis.

- La station de Prat de Bouc est située dans le Massif Cantalien à 1392 mètres, sur la commune d'Albepierre-Bredons. Elle compte 14 pistes : 3 vertes, 4 bleues et 7 rouges. Le nombre de remontées mécaniques est de : 1 télésiège et 5 téléskis , pour pouvoir pratiquer le ski alpin, snowboard, télémark, ski de randonnée alpine... (Domaine skiable du Lioran)

### Les domaines nordiques
Les domaines nordiques proposent une offre touristique plus limitée. Ils sont parfois liés aux stations de ski, tandis que les autres sont en quelque sorte des mini-stations. La principale activité est le ski de fond mais on y pratique aussi la randonnée nordique, biathlon, luge, raquettes, Fatbike ou la simple marche à pied.
- L'espace Aubrac est le plus important domaine nordique du Cantal et du Massif Central. Il compte 200 km de pistes de ski de fond répartis en 22 pistes sur trois départements avec Saint-Urcize (Cantal , Laguiole (Aveyron), Brameloup (Aveyron), Nasbinals (Lozère) et Aubrac Sud- Col de Bonnecombe (Lozère). Le domaine propose également une douzaine d'itinéraires de raquettes.
- Le domaine Prat de Bouc Haute Planèze, situé au centre du département, propose 100 km de pistes en 21 pistes dont 5 accessibles gratuitement à Font d'Alagnon. L'entrée se fait à Prat-de-Bouc, au Ché, Cézens ou à Font d'Alagnon. On pratique la raquette sur une dizaine de sentier, mais aussi le biathlon, le ski de randonnée nordique  et les chiens de traîneaux.
- Le domaine du Col de Légal, dans le massif cantalien, possède 43 km de piste répartis sur 9 pistes. Il y a aussi 4 sentiers raquettes.
- Le domaine du Haut Cantal - Puy Mary, toujours dans le massif cantalien, au regard du Puy Mary, compte 17 pistes de ski de fond.
- La station de ski du Falgoux dans le Massif cantalien (Ski de fond, Raquettes à neige...) .
- L'espace nordique de Pailherols, en Carladès, encore dans les monts du Cantal, compte 6 pistes de ski de fond.
- Le domaine du Cézallier en compte une dizaine. Le foyer nordique de Marcenat propose du matériel et plusieurs pistes de ski de fond. A Allanche il y a également un foyer nordique. Et le village de montagne de Montgreleix dispose de pistes de ski de fond et raquettes à neige .

## Lieux touristiques

### Patrimoine naturel

#### Le massif cantalien, le plus grand volcan d'Europe

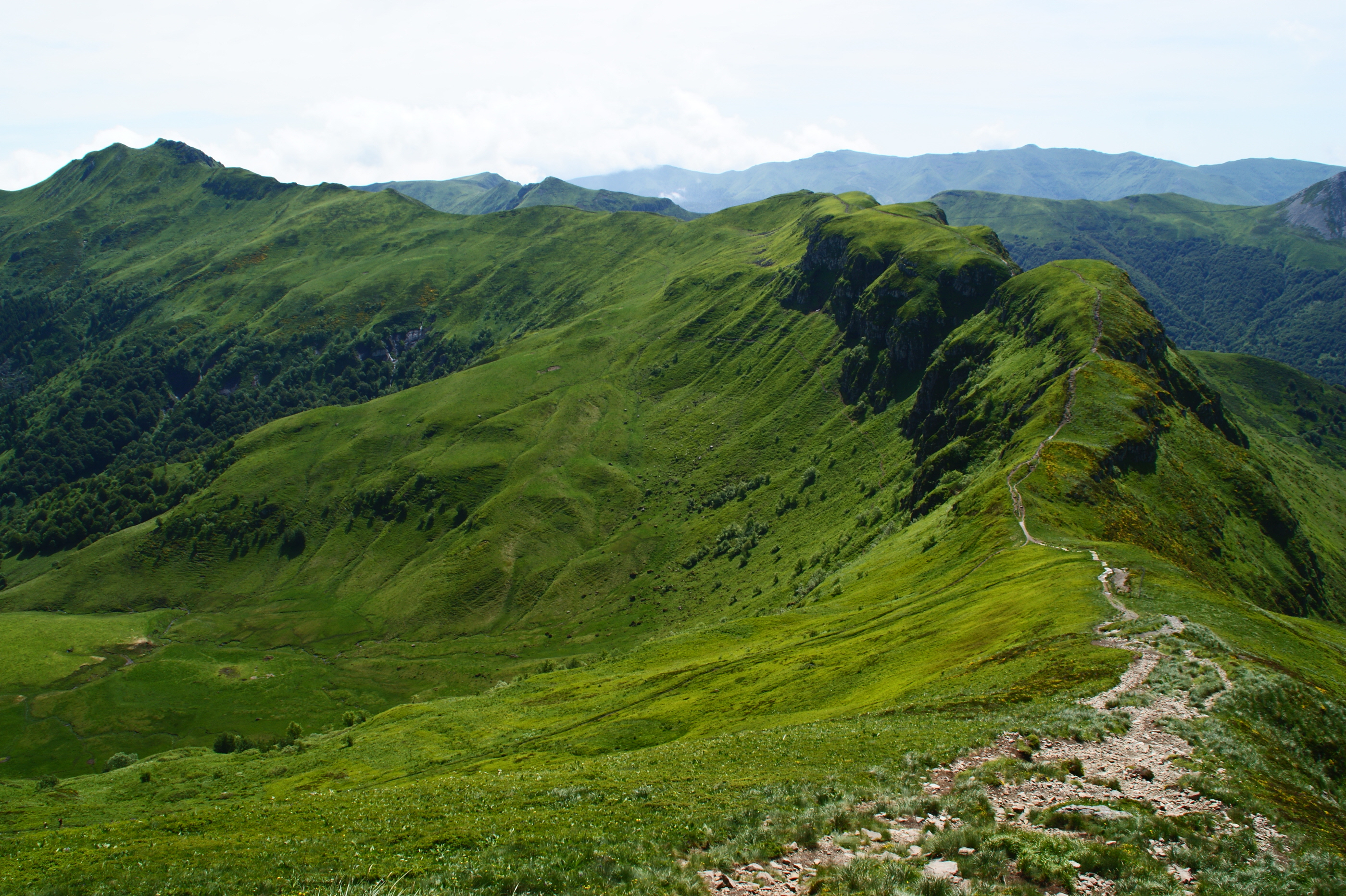
Vue depuis le Puy Mary

Situé au centre du département, le massif cantalien forme le plus grand volcan d'Europe et occupe un tiers du département. Grâce à sa préservation et son intérêt floristique, le massif est classé Zone Natura 2000. Allant jusqu'à 1 855 mètres d'altitude, il se compose de onze vallées glaciaires rayonnant comme les branches d'une étoile depuis le centre du massif. De nombreux sommets remarquables permettent de découvrir le massif comme le Puy Mary (classé Grand Site de France), le Plomb du Cantal (point culminant du massif), le Puy Griou, le Puy du Rocher, le Puy de Peyre Arse, le Puy Chavaroche, le Rocher de la Sagne du Porc, le Bec de l'Aigle, le Téton de Vénus, le Puy de Seycheuse, le Roc d'Hozières, le Puy Violent, l'Élancèze, etc
Véritables sanctuaires naturels, les cols sont d'importants lieux de passages migratoires faunistiques. Parmi eux, il y a le col du Pas de Peyrol, le col de Cabre, le col de Prat de Bouc, le col de Serre, le col de la Molède, le col du Perthus, le col de Légal, etc

#### Les milieux aquatiques (lacs, rivières et cascades)
Avec plus de 226 cm/an en altitude, le Cantal est le département ayant la plus importante pluviométrie de France métropolitaine. Cette caractéristique contribue à l'exceptionnelle verdure des paysages.
Parmi les milieux aquatiques, on note bien sûr les fameux lacs d'Auvergne. Généralement d'origine volcanique, beaucoup d'autres sont artificiels et tiennent leurs origines soit du Moyen Âge (le lac du Pêcher à Chavagnac, le lac Sauvage à Dienne, le lac des Graves à Lascelle...), soit du siècle dernier (le lac de Saint-Étienne-Cantalès, le lac de Lastioulles, le lac des Essarts, le lac d'Enchanet, le lac de Montézic, le lac de Sarrans, le  lac de Grandval, le lac de Lanau...). La plupart de ces lacs sont classés Espaces Naturels Sensibles au vu de leurs riches importances floristiques et faunistiques. Moins connus et pourtant d'une importance capitale dans la biodiversité aquatiques, les tourbières constituent une réserve environnementale exceptionnelle. On en compte de nombreuses dont celles du Jolan à Ségur-les-Villas, celles de Brujaleine à Chastel-sur-Murat, etc
Ces milieux sont alimentés par des rivières prenant leurs sources dans le massif cantalien. Outre leur caractère poissonneux, les rivières du Cantal présente un grand intérêt pour la conservation de la loutre. La majorité chemine dans des gorges (comme l'Alagnon, la Jordanne, la Rhue, la Sianne, la Bertrande, la Truyère, la Cère...) tandis que les autres serpentent dans de larges vallées glaciaires (comme la Santoire, le Mars, la Maronne...).
Les cascades sont une autre caractéristique des paysages cantaliens. En effet, cette prédominance de l'eau engendre de nombreuses cascades comme la cascade des Veyrines, la cascade de Faillitoux, la cascade de Chambeuil, la cascade de Saint-Paul-de-Salers, la cascade du Sartre, la cascade de la Roche, la cascade de la Roucolle, la cascade du Sailhant, la cascade de Cornillou, la cascade de Liadouze, la cascade du Trou de la Conche, la cascade du pont d'Aptier, etc

### Patrimoine culturel

#### Châteaux

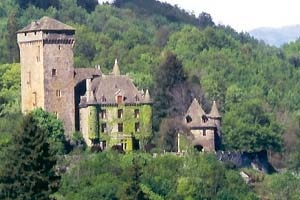
Le château de Pesteils à Polminhac

Riche d'une centaine de châteaux classés monuments historiques, le Cantal compte de nombreux édifices remarquables. Cette caractéristique vient évidemment de l'histoire de la région. En effet, la Haute-Auvergne fut une zone de conflit importante contre les Anglais durant la Guerre de Cent Ans. La région fut dévastée et pillée. Lorsque le conflit fut terminé, on se consacra à l'édification de nombreux châteaux pour se protéger des éventuels futurs assaillants.
Parmi ces cent châteaux, seulement une vingtaine sont visitables comme le Château de Pesteils, le Château d'Anjony, le Château d'Auzers, le Château de la Cheyrelle, le Château de Messilhac, le Château de Val, le Château de Conros, le Château de Sedaiges, le Château de la Trémolière, le Château de la Vigne, le Château du Cambon, Le Château de Saint-Chamant, etc

#### Édifices religieux
Outre la Cathédrale Saint-Pierre de Saint-Flour ou la Basilique Notre-Dame-des-Miracles de Mauriac, la véritable richesse patrimoniale religieuse du Cantal se trouve dans ses petits édifices dont les églises de village (l'Église Saint-Pierre de Bredons, l'Église Saint-Léger de Cheylade, l'Église Saint-Cirgues de Dienne, l'Abbatiale Saint-Césaire de Maurs-la-Jolie, l'Eglise Saint-Mathieu de Salers, l'Eglise de Moissac, l'Eglise Saint-Jean-Baptiste d'Allanche, l'Eglise Notre-Dame de Laurie, l'Eglise Saint-Blaise de Leyvaux, l'Eglise Saint-Michel de Saint-Urcize, l'Eglise Notre-Dame-de-l'Assomption de Montsalvy, l'Eglise Saint-Pierre de Vic-sur-Cère, l'Eglise Saint-Martin de Thiézac, l'Eglise Notre-Dame-des-Oliviers de Murat, l'Eglise Saint-Georges de Riom-ès-Montagnes, l'Eglise Saint-Georges d'Ydes-Bourg, l'Eglise Saint-Louis de Saint-Cernin, etc. et aussi et surtout les chapelles romanes. Ces derniers sont en général érigés sur des pitons rocheux et offrent un panorama sur des vallées glaciaires, des montagnes ou de vastes étendues verdoyantes et désertiques. L'architecture, à la fois rustique et soignée, est particulièrement remarquable. Parmi ces chapelles romanes, on note la chapelle de Saint-Antoine à Chastel-sur-Murat, la chapelle de Fortuniès à Dienne, la chapelle Notre-Dame de la Font-Sainte, etc.

#### Villes et villages de caractère
(août 2023).
Si vous disposez d'ouvrages ou d'articles de référence ou si vous connaissez des sites web de qualité traitant du thème abordé ici, merci de compléter l'article en donnant les références utiles à sa vérifiabilité et en les liant à la section « Notes et références ».

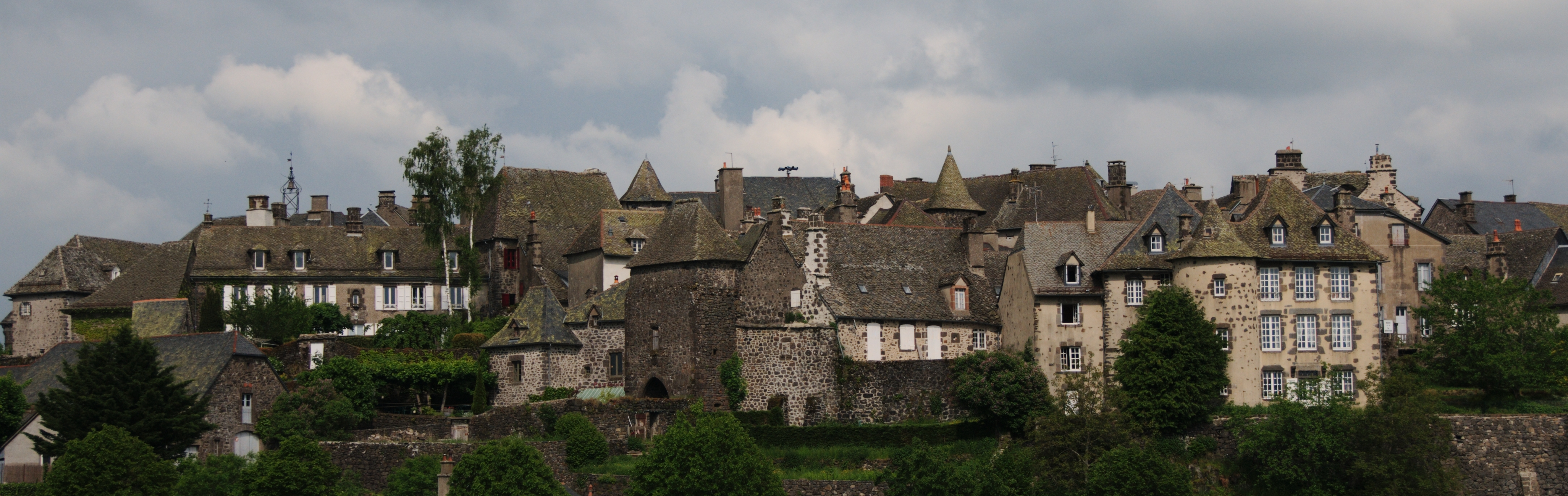
Le village médiéval de Salers

La faible urbanisation et le long enclavement du Cantal ont permis aux villages cantaliens de préserver leur impressionnante unité architecturale.
Ces villages se trouvent en majorité dans le massif cantalien et se caractérisent par des habitations de gros volumes en pierre volcanique coiffées de toits de lauzes. Il en existe des dizaines de ce genre, mais on peut noter particulièrement le célèbre village de Salers et celui de Tournemire, tous deux classés plus beaux villages de France, mais aussi Laroquebrou, Marcolès, Maurs-la-Jolie, Chalinargues, Dienne, Mandailles, Mourjou, Albepierre Bredons, le Claux, Cheylade, Lavigerie, le Falgoux, etc.
Ils ont tous préservé leur patrimoine de la vie quotidienne comme les fours à pain, les lavoirs, les travails à ferrer, les fontaines en pierre, etc
Il ne faut pas oublier les villes, peu nombreuses mais riches patrimonialement et culturellement, comme la cité épiscopale de Saint-Flour, la cité géraldienne d'Aurillac, la cité médiévale de Murat et l'ancienne cité monégasque de Vic-sur-Cère.

#### Patrimoine industriel

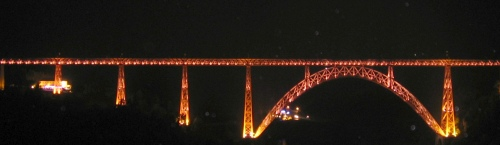
Le viaduc de Garabit, construit par Gustave Eiffel

Au milieu du XIXe siècle, le Cantal est au centre des grands travaux de la Révolution industrielle. Ces travaux vont y être entrepris grâce sa position, au centre de la France qui en fait une terre de passage, mais aussi pour son désenclavement. Le chemin de fer est bien entendu le principal acteur de ces grands travaux. Mais certains obstacles, liés au relief, vont se poser. On construit donc des viaducs, dont le fameux viaduc de Garabit candidat au patrimoine mondial de l'Unesco et le viaduc de Barajol ; des tunnels comme les deux Tunnels du Lioran dont le premier tunnel routier de France (également le plus long du monde à l'époque) et le remarquable tunnel ferroviaire ; des ponts ; etc.

#### Patrimoine rural
Moins imposant mais tout aussi riche, le patrimoine rural, aussi appelé petit patrimoine, est omniprésent dans la campagne cantalienne. Les croix en pierre, les fours à pain, les lavoirs, les travails à ferrer, les fontaines, les fermes traditionnels, etc., sont autant de richesses dont disposent le patrimoine cantalien.
À ces richesse viennent s'ajouter les fameux burons. Présents uniquement en Haute-Auvergne (correspondant au Cantal), en Basse-Auvergne (correspondant au Puy-de-Dôme) et en Aubrac (Cantal, Lozère et Aveyron), ces fermes d'altitude où l'on fabriquer le fromage l'été, sont les témoins d'un temps ancien. Leur architecture rustique et minéral fait leur charme et le cadre dans lesquelles ils se trouvent en font des éléments architecturaux incontournables.

#### Patrimoine ferroviaire

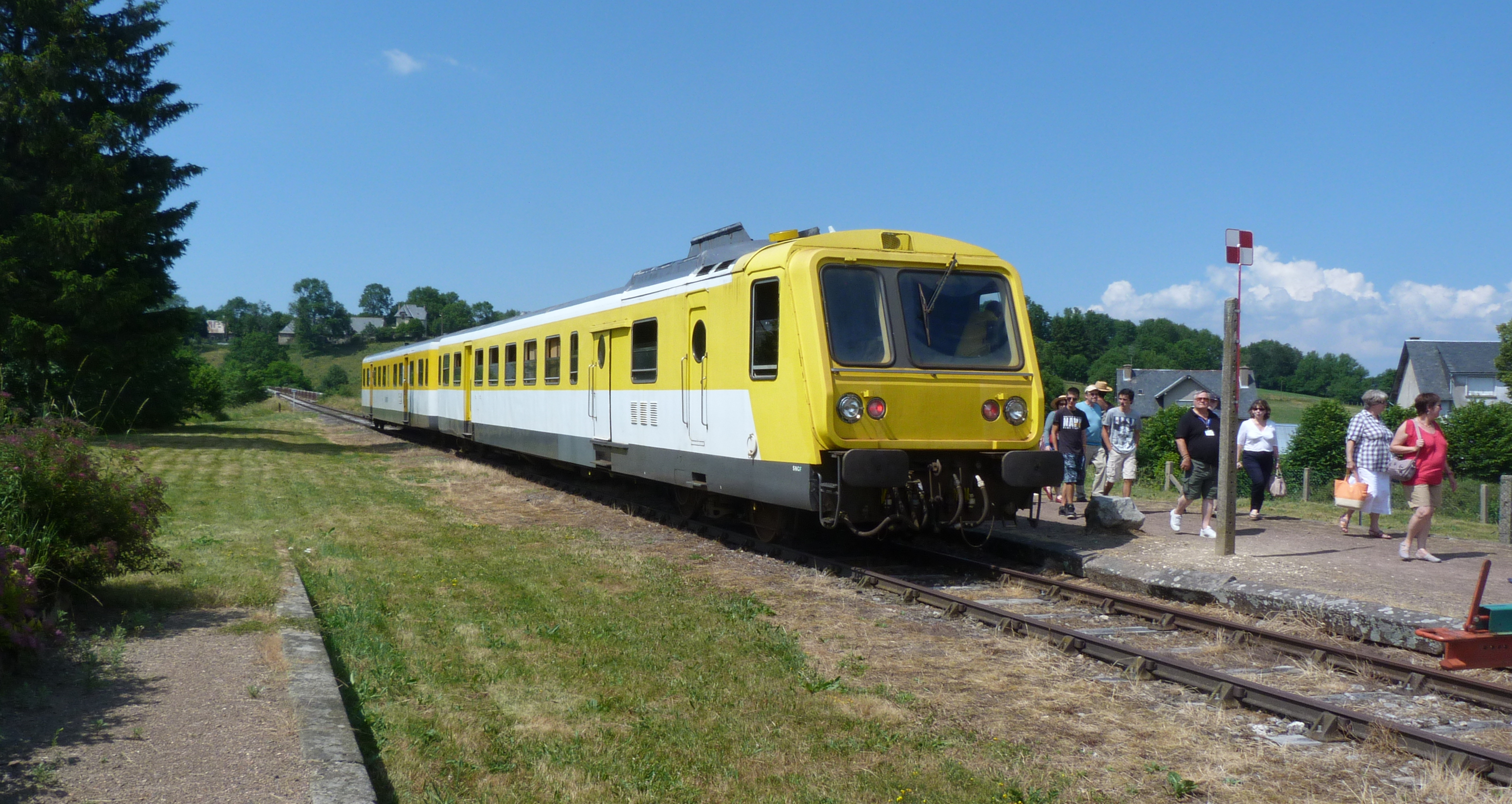
Le Gentiane express à Riom-ès-Montagnes.

Le Gentiane express est un train touristique qui circule d'avril à novembre sur une partie de la ligne de Bort-les-Orgues à Neussargues. Un parcours tourmenté de seize kilomètres entre la gare de Riom-ès-Montagnes et la gare de Lugarde - Marchastel emprunte d'ouest en est le tunnel de l'Estampe, le viaduc de Barajol, le viaduc de Chassagny, le tunnel de Montagnac et le viaduc de Lugarde en s'élevant à plus de 1 000 m d'altitude en différents points du Cézallier.

#### Musées
Les musées cantaliens ont une fréquentation de plus de 170 000 visiteurs par an. Ils sont généralement tournés vers des sujets du terroir comme les métiers ou la vie d'autrefois tandis que d'autres sont plus tournés vers la volcanologie ou d'autres sciences, et d'autres encore concerne des personnages historiques fortement liés au Cantal.
Les principaux musées sont le musée d'Art et de l'Archéologie et le muséum des Volcans à Aurillac, la Maison de la Faune à Murat, l'espace Avèze à Riom-ès-Montagnes, le musée d'Art et d'Histoire et le musée de la Haute-Auvergne à Saint-Flour, le musée Elise Rieuf à Massiac, la Maison de la Salers à Saint-Bonnet-de-Salers, la Maison du fromage, de la vache et de la gentiane à Salers, la Maison de la Châtaigne à Mourjou, le Musée de l'agriculture auvergnate à Coltines, le Musée Georges Pompidou à Montboudif, Géothermia à Chaudes-Aigues, la Maison du Buronnier à Laveissière, l'écomusée de Margeride, etc.

## Économie

### Hébergement
Le Cantal compte d'après les derniers chiffres :
- 167 hôtels classés (3 103 chambres) ;
- 82 campings classés (5 978 emplacements) ;
- locations saisonnières ;
- chambres d'hôtes, gîtes ;
- roulottes.

### Randonnées
Le Cantal est traversé par plusieurs sentiers de grande randonnée : 
- le GR 4 (qui relie Royan à Grasse) ;
- le GR 400 (Monts du Cantal) ;
- le GR652 (Laroquebrou/Lot) ;
- le GRP de Saint-Flour.

D'autres programmes de randonnées ont été mis en place. En plus des randonnées d'une journées, on peut mentionner :
- la Via Arvernha (Chemins de Saint-Jacques-de-Compostelle) ;
- la Via Celtica (Route antique non balisée) ;
- la traversée du Sancy au Cantal ;
- la Grande traversée du Parc des Volcans d'Auvergne (I et II) ;
- la Grande traversée des Volcans d'Auvergne, qui est une randonnée équestre dans le Parc des Volcans depuis Vic-sur-Cère jusqu'au château de Montlosier, à Aydat en huit journées.

### Restauration
- Serge Vieira, tient un restaurant à son nom à Chaudes-Aigues, deux étoiles au Guide Michelin depuis 2012.
- Auberge de la Tour à Marcolès, tenue par Renaud Darmanin, une Étoile Michelin.